# Deltochilum pseudoicarus
Deltochilum pseudoicarus är en skalbaggsart som beskrevs av Vladimir Balthasar 1939. Deltochilum pseudoicarus ingår i släktet Deltochilum och familjen bladhorningar. Inga underarter finns listade i Catalogue of Life.